# Theo Jörgensmann
Theo Jörgensmann född 29 september 1948 i Bottrop, Tyskland, är en tysk klarinettist och kompositör.

## Biografi
Som klarinettist betraktades Jörgensmann som en av de främsta i Europa. 
Jörgensmann har samarbetat med musiker inom experimentell och avantgardemusik, som Perry Robinson, Barre Phillips, John Lindberg, Eje Thelin, Karl Berger och Bobo Stenson. Sedan 2003 har Jörgensmann spelat tillsammans med de polska musikerna Marcin Oles och Bartlomiej Oles i Trio Oles Jörgensmann Oles. Från 2008 spelade Jörgensmann i Trio Hot  med Albrecht Maurer och Peter Jacquemyn. Sedan 2009 har han spelat i Deep Down Clarinet Duo med kontrabas klarinettist Ernst Ulrich Deuker.

## Diskografi
- Clarinet Summit, Clarinet Summit, with Perry Robinson, Gianluigi Trovesi, Bernd Konrad, Annette Maye, Sebastian Gramss, Albrecht Maurer und Günter Sommer (2017)
- Contact 4tett Loud Enough To Rock The Kraut, (Konnex Records 2015)
- Theo Jörgensmann Bucksch (2014)
- Jink (2008)
- Live in Poznań (2007)
- Directions (2005)
- Fellowship (2005)
- Miniatures (2003)
- Hybrid Identity (2002)
- Pagine Gialle (2001)
- Snijbloemen(1999)

- European Echoes (1998)
- So I play (1996)

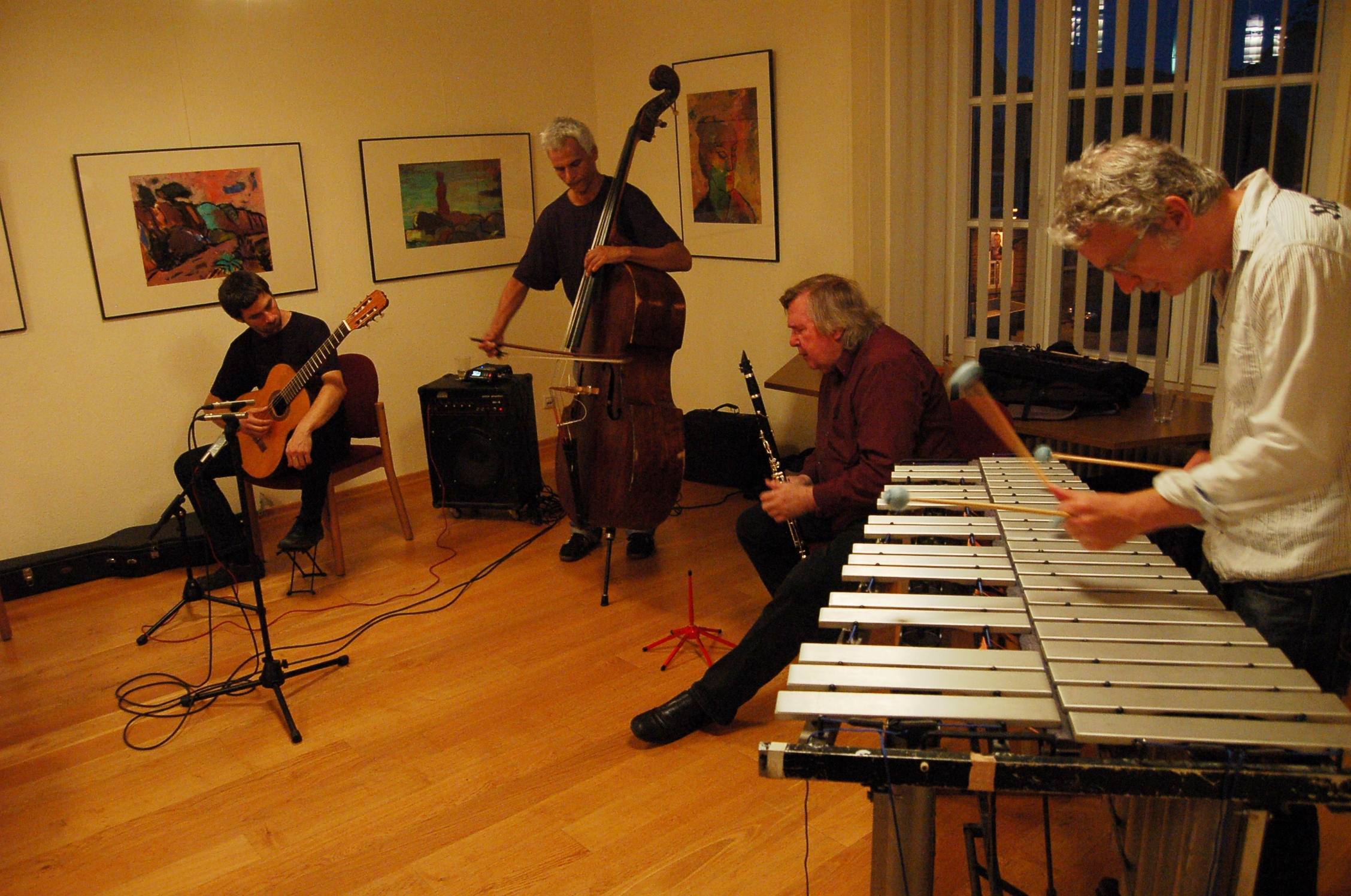
Theo Jörgensmann Freedom Trio med Christopher Dell; 2011

- Swiss Radio Days Volume Tree (1994)
- Aesthetic direction (1993)
- Live at Music Academy Budapest (1993)
- Materialized Perception (1992)
- Laterna Magica (1983)
- Straight out (1978)
- In time (1976)

### Som sideman
- Ig Henneman Tentet Indigo Ab Baars, Tristan Honsinger, Lori Freedmann, Wilbert de Joode, Steve Arqŭelles (1998)
- Willem van Manen Contraband Live at Bim Huis Amsterdam (1988)
- Andrea Centazzo Mitteleuropa Orchestra Doctor Faustus Carlos Zingaro, Enrico Rava, Gianluigi Trovesi, Albert Mangelsdorff, Carlo Actis Dato (1984)
- Franz Koglmann Pipetet Schlaf Schlemmer, Schlaf Magritte (1985)
- Clarinet Summit You better fly away John Carter, Perry Robinson, Gianluigi Trovesi, Eje Thelin, Didier Lockwood, J.F. Jenny-Clarke, Aldo Romano (1980)

## Filmografi
- Theo Jörgensmann Bottrop Klarinette, regisserad av Christoph Hübner (1987)
- Die Klarinette Musikinstrumente und ihre Geschichte NDR (Norddeutscher Rundfunk) (1987)